# Busmann (Familie)

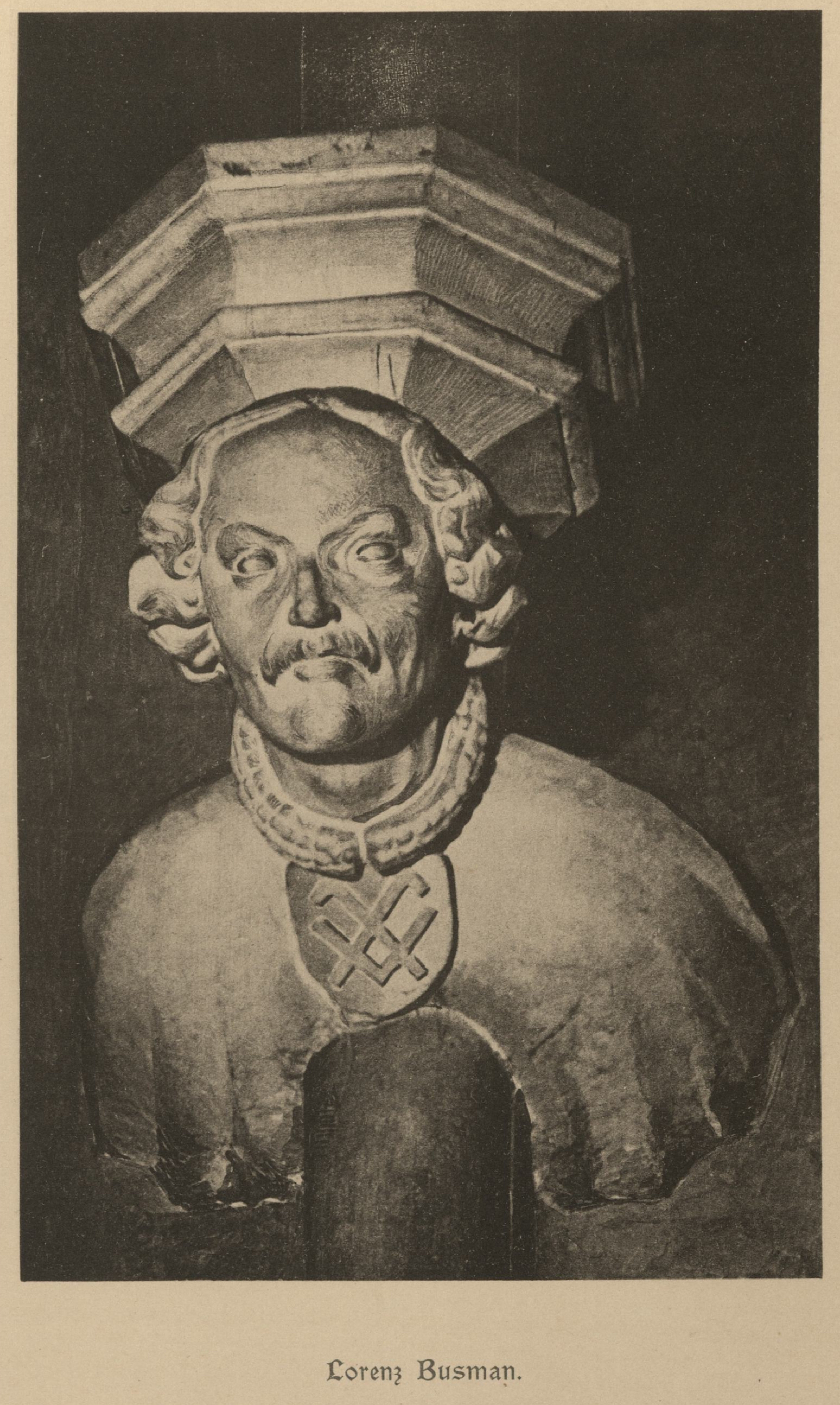
Lorenz Busmann

Die Familie Busmann war eine dem Patriziat angehörige Familie, die vor allem im Dresdner Raum wirkte. Sie gehörte zu den wichtigen deutschen Ratsherrengeschlechtern im 14. und 15. Jahrhundert.

## Namensherkunft
Als Herkunft des Namens wird eine Weiterentwicklung des Namens Bodo in Busso angegeben. Busmanns lassen sich außer im Dresdner Raum im 15. Jahrhundert auch in Westfalen und im Harz nachweisen.

## Mitglieder

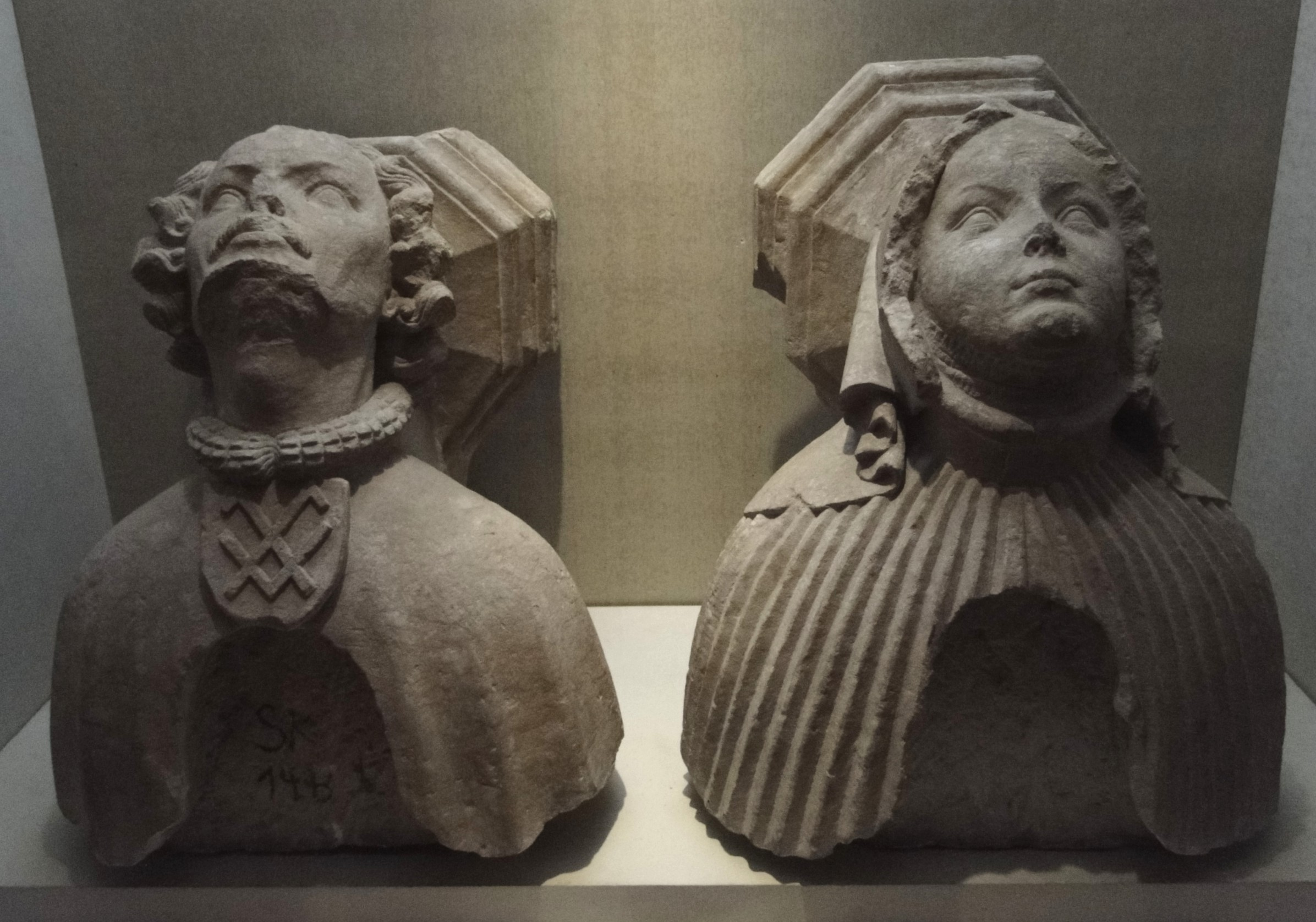
Lorenz Busmann und seine Frau auf Konsolsteinen der Busmannkapelle

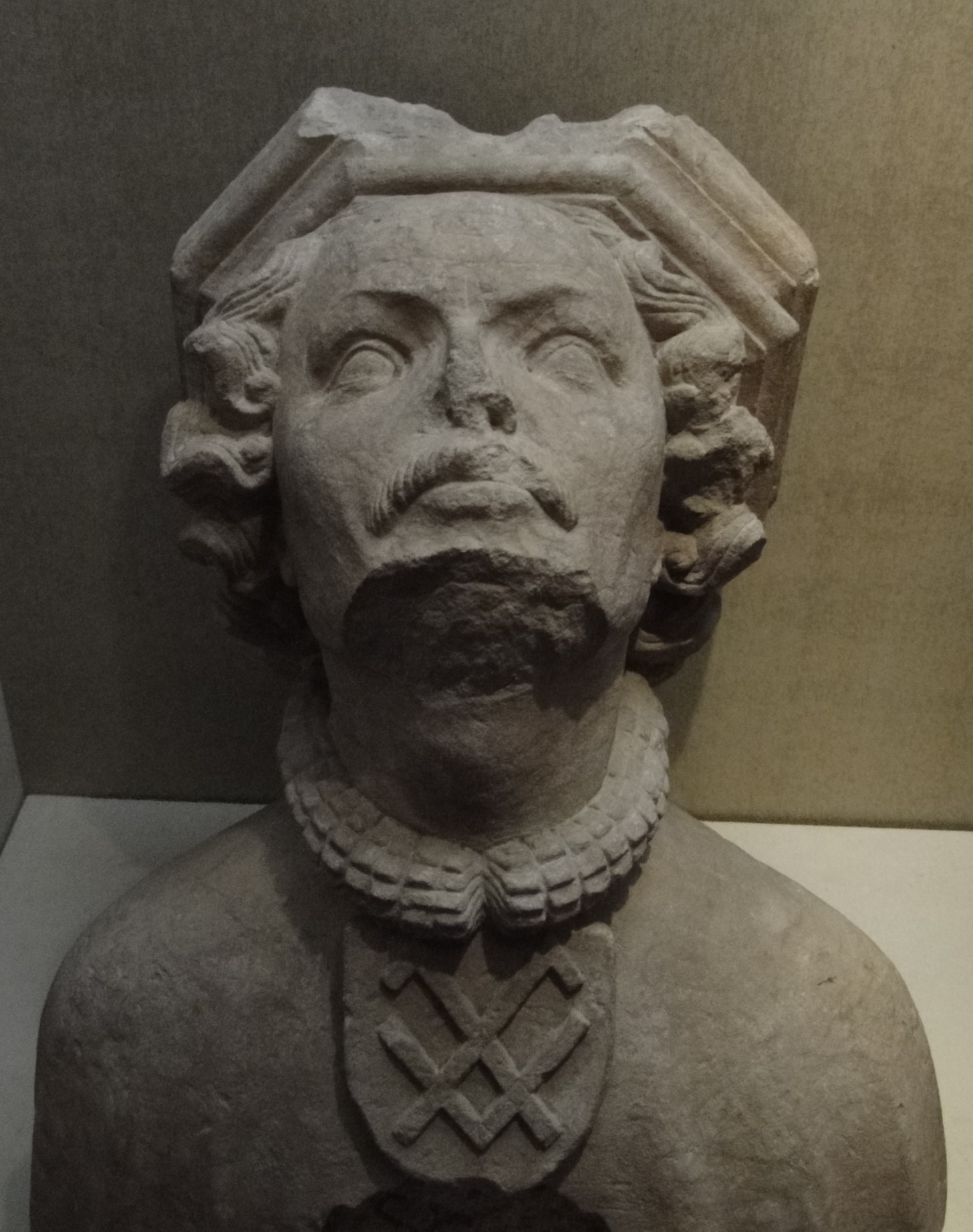
Die Hausmarke der Familie Busmann ist auf der Brust der Büste zu sehen

Lorenz Busmann, aufgrund namensgleicher Nachfahren auch Lorenz Busmann der Ältere, wurde erstmals in einer Urkunde vom 18. März 1362 als Stifter eines Steines Unschlitt für ein neues Seelhaus genannt und dabei als „Ehrbar Mann“ bezeichnet. Er war 1387 in den Rat der Stadt eingetreten und insgesamt viermal (1392, 1400, 1403, 1406) Bürgermeister von Dresden.
Busmann lebte mit seiner Frau in einem Haus in der Webergasse und hatte fünf Söhne. Er war vermögend und kaufte bereits 1396 den Burggrafen von Dohna das Dorf Quohren ab. Auch Tolkewitz und Mockritz gehörten zu seinem Besitz. Aus den Zinsen beider Dörfer schuf er 1398 eine Stiftung an die Kreuzkapelle, nach der die Schüler jeden Abend das Salve regina und das O crux zu singen hatten. Auch die Zinsen aus dem Vorwerk „Dürrhof“ in Laubegast stiftete Busmann der Kreuzkapelle. Zusammen mit seiner Frau stiftete Busmann zudem um 1400 die Busmannkapelle, eine Seitenkapelle der späteren Sophienkirche, die zu dem Zeitpunkt noch die Kirche des Franziskanerklosters in Dresden war. In der Kapelle, die 1945 zerstört wurde, befanden sich bis heute erhaltene Konsolsteine mit den Büsten von Lorenz Busmann und seiner Frau. Sie wurden im Stadtmuseum Dresden aufbewahrt und 2018 in die neue Gedenkstätte Busmannkapelle überführt. Im Jahr 1404 stifteten Busmann und Hans Jogkrim das Dorf Gompitz dem Kloster Altzella. „Busmanns Schenkung war mit der Einrichtung eines ‚Seelenbades‘ auf der Schreibergasse verbunden, eine im Mittelalter übliche Stiftung zugunsten armer Mitbürger, die zugleich der körperlichen und seelischen Reinigung der Betroffenen dienen sollte.“
Lorenz Busmann verstarb 1406 beziehungsweise Anfang 1407 und wurde 1412 in der Busmannkapelle beerdigt.
Von seinen Söhnen Jodocus, Vincenz, Hans, Alex und Georg Busmann wurden die letzteren vier 1408 von den Markgrafen Wilhelm II., Friedrich I. und Friedrich dem Friedfertigen mit den Erbzinsen in 15 Dörfern bei Dresden belehnt, darunter Strehlen, Pesterwitz, Sedlitz, Mockritz, Rosentitz, Roitzsch, Ockerwitz, Boderitz und Großluga. Im Jahr 1414 erwarben Vincenz, Alex und Georg zudem Zauckerode. Vermutlich dafür musste Vincenz Busmann jedoch die 1408 erworbenen Dörfer Kytzsch und Boderitz, damals Podebrose genannt, verpfänden. Im Jahr 1412 und 1425 verkauften sie das Dorf Quohren an den Rat der Stadt. Im Jahr 1431 erklagte sich der markgräfliche Hofjude Jordan von Vincenz Busmann „von schulde wegin“ Boderitz und veräußerte es anschließend an die Dresdner Bürger Nicolaus Tirmann und Peter Zcuzcke.
In Vincenz Busmanns Besitz befanden sich später das Dorf Gorbitz sowie Teile von Cotta und Pennrich.
Weitere Ratsmitglieder nach Lorenz Busmann waren 1408 sein Sohn Jodocus und später Georg Busmann der Jüngere (1456), Lorenz Busmann (1471–1491) und Merten Busmann (1507–1517), der nur noch ein durchschnittliches bürgerliches Vermögen von 400 Gulden besaß.
Ein Philip Busmann studierte 1397 in Prag und wird 1407 als ehemaliger Domherr von Meißen erwähnt. Ein weiterer Lorenz Busmann verstarb 1440 und fand seine letzte Ruhestätte in der Busmannkapelle. Die 1478 verstorbene Gattin Johannes Busmanns, Elisabeth, ist ebenfalls in der Kapelle beerdigt worden. Weitere bekannte Familienmitglieder sind Heinrich Busmann, der Herzog Albrecht 1476 in das gelobte Land folgte und auf der Reise verstarb, sowie Martin Busmann, der das Dresdner Franziskanerkloster noch 1486 unterstützte. Die letzten nachweisbaren Mitglieder der Familie Busmann waren Michel Busmann, der 1512 das Bürgerrecht erhielt, und sein Sohn Simon, Dresdner Bürger seit 1537. Ein Wappen, identisch mit der Hausmarke der Busmanns, führte Michel Poschmann, der 1566 Dresdner Bürger wurde.

## Ehrung
In Dresden trägt seit 1926 eine Straße in Mockritz den Namen Busmannstraße. Das Café „Busmann’s Brazil“ befand sich bis 2009 unweit der früheren Busmannkapelle und wurde nach deren Stifter benannt.